# Низамаев, Андрей Владимирович
Андрей Владимирович Низамаев (Пустой шаблон {{ВД-Преамбула}} ) — советский и российский хоккеист, нападающий.

## Биография
Выпускник первого спецкласса альметьевской ДЮСШ, созданного в 1983 году при общеобразовательной школе № 12. Выступал за команды СК им. Урицкого / «Итиль» Казань (1988/89 — 1990/91), «Нефтяник» Альметьевск (1990/91 — 1992/93), ЦСК ВВС Самара (1993/94 — 1995/96), ЦСКА-2 (1994/95, 1 матч), «Хусум» (1996/97, Швеция), «Нефтяник» Лениногорск (1997/98, 1999/2000), «Дизель» Пенза (1998/99 — 1999/2000).
Президент федерации флорбола Татарстана.